# 1083
Cette page concerne l'année 1083  du calendrier julien.
L'année 1083 est une année commune qui commence un dimanche.

## Événements
- 14 avril[1] : le roi d'Aragon Sanche Ramire s'empare de Graus. En juin, ses forces sont entre Monzón et Pomar pour attaquer Saragosse et Lérida. Sa victoire sur les musulmans à la bataille de Pisa à la fin de l'année lui permet de prendre Naval et Secastilla en 1084[2].
- Printemps :
  - L'empereur byzantin Alexis Comnène réussit à débloquer Larissa assiégée par les Normands. Bohémond de Tarente se retire à Castoria[3].
  - Henri IV du Saint-Empire met le siège devant Rome[4].
- Juin : prise de Ceuta par les Almoravides[5].
- 20 août : canonisation du roi Étienne Ier de Hongrie[6].
- Été : la flotte vénitienne reprend Durazzo aux Normands[7].
- Octobre : Alexis Comnène reprend Castoria après le départ de Bohémond de Tarente, parti en Italie chercher de l’argent pour payer la solde de ses troupes[3].
- Fondation du monastère de Batchkovo (Bulgarie) par les géorgiens Gregorios Pakourianos, grand domestikos, et son frère[8].